# 駿河国分寺
駿河国分寺（するがこくぶんじ）は、静岡県静岡市葵区長谷町にある真言宗醍醐派の寺院。山号は龍頭山。本尊は地蔵菩薩。
奈良時代に聖武天皇の詔により日本各地に建立された国分寺のうち、駿河国国分寺の後継寺院といわれる。本項では、創建当時の寺跡として駿河国分寺跡を巡る議論についても解説するとともに、駿河国分尼寺についても解説する。

## 概要
静岡市中心部、駿河国総社の静岡浅間神社の東方約450メートルの地に鎮座する。
駿河国の国分寺については、古代における所在地は確定されていないが、中世には当地付近に「国分寺」を称する寺院があったことが知られる（ただし法統関係は定かでない）。仁治3年（1242年）には「惣社并国分寺云々」とあることから、同年頃には惣社（静岡浅間神社）の側に存在したとされる。その後も享禄3年（1530年）の朱印状や、『言継卿記』弘治2年（1556年）条にも記載が見える。史料から、国分寺の子院である龍池山千灯院（泉動院/仙憧院）によって事実上継承されたと見られている。
その後も、江戸時代を通じて「国分寺」を称する寺院が当地に存在したことは明らかで、その後裔が当寺と見られる。

## 駿河国分寺跡

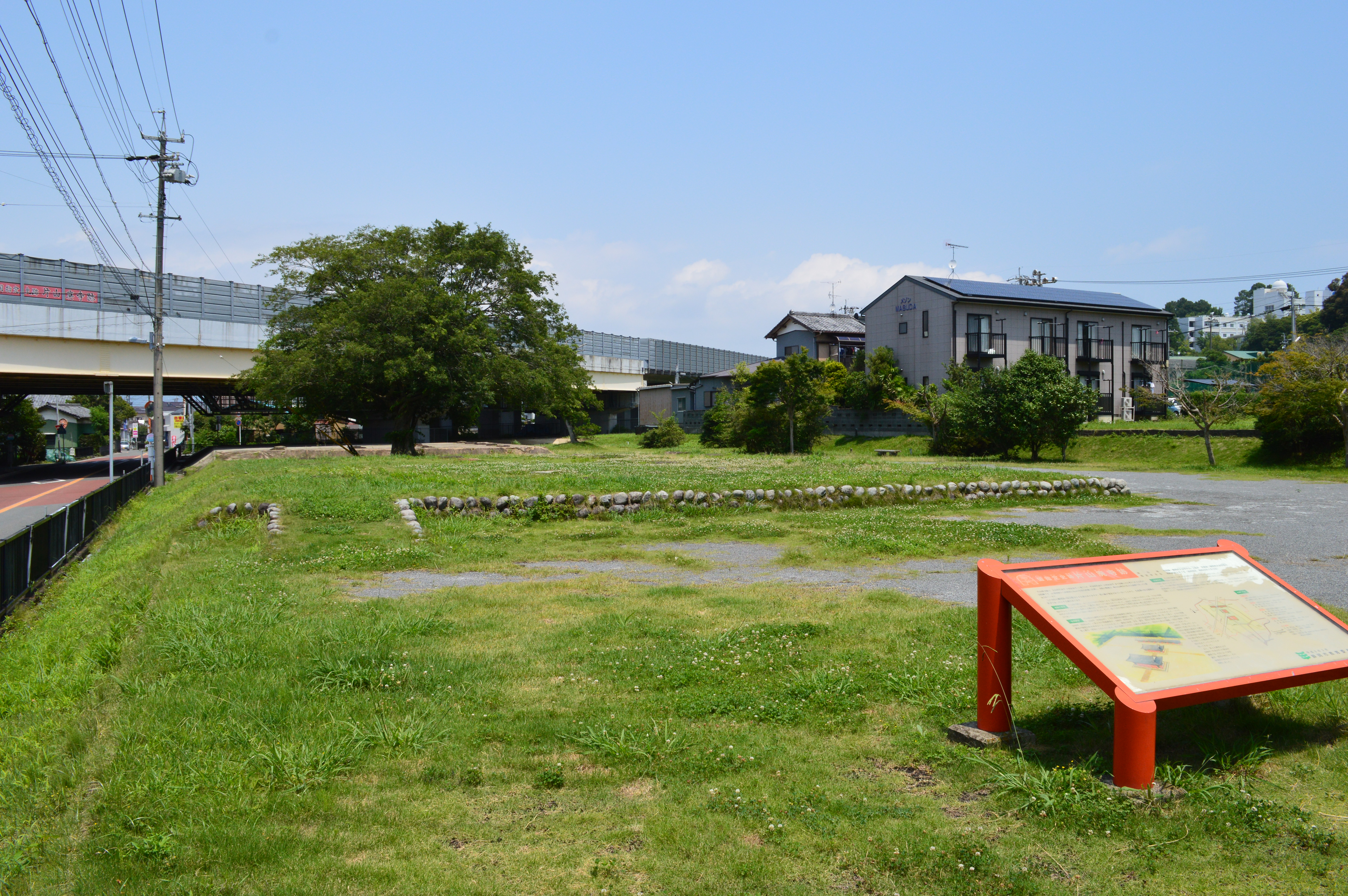
片山廃寺跡（国の史跡）
国分寺跡と推測される。

創建時の国分寺の位置は未だ明らかとなっていない。その中で最も有力視されるのが、静岡市駿河区大谷にある片山廃寺跡（国の史跡、北緯34度57分51.23秒 東経138度25分35.84秒 / 北緯34.9642306度 東経138.4266222度）である。この片山廃寺は塔跡が未発見であったため、国分寺説を否定して有度郡の地方豪族の私寺と見る説が挙げられているが、平成21年（2009年）の調査で塔跡と推定される版築が見つかっており、国分寺の可能性を高めている。なお、この片山廃寺を国分寺跡と見ない説では、国分寺跡を静岡市葵区長谷町や駿府城内東北部に推測する。
一方、後述の菩提樹院境内には国分寺の遺構とする説のある塔心礎が伝わっており、「伝駿河国分寺の塔心礎」として静岡市指定文化財に指定されている。その銘文から、明和8年（1771年）に駿府城代武田信村から駿府城三の丸城代屋敷内の社の手水鉢として奉納されたものとされる。元々はいずれの寺院で使用されたのか明らかでないが、舎利穴の大きさは甲斐や伊豆の国分寺とほぼ同じになる。この心礎は、昭和5年（1930年）に日本赤十字社静岡支部の庭（現・静岡県総合福祉会館の位置）において発見され、昭和28年（1953年）に国分尼寺後裔と伝える菩提樹院に寄進された。

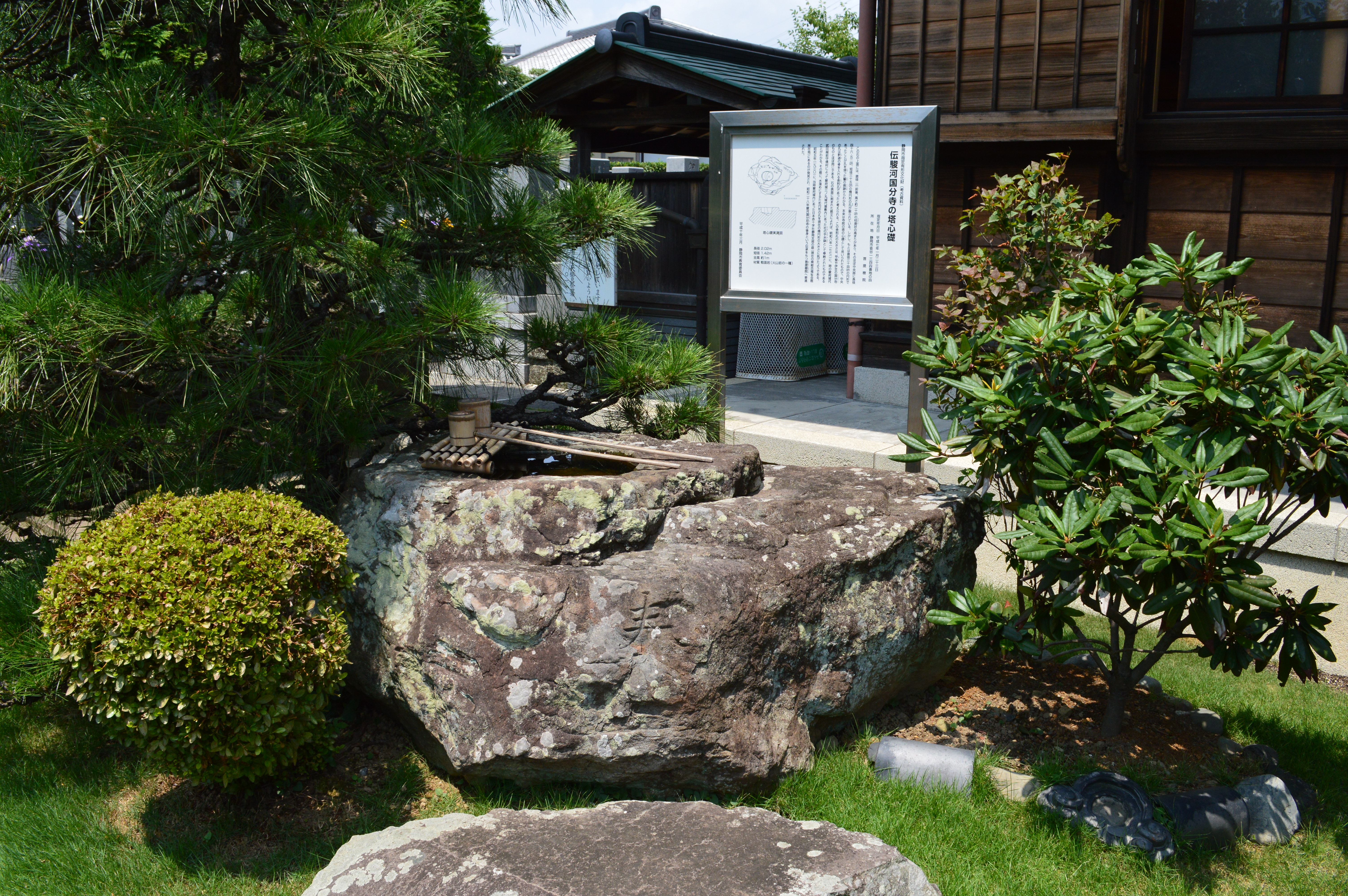
伝駿河国分寺の塔心礎（市指定文化財） 菩提樹院境内。

## 駿河国分尼寺

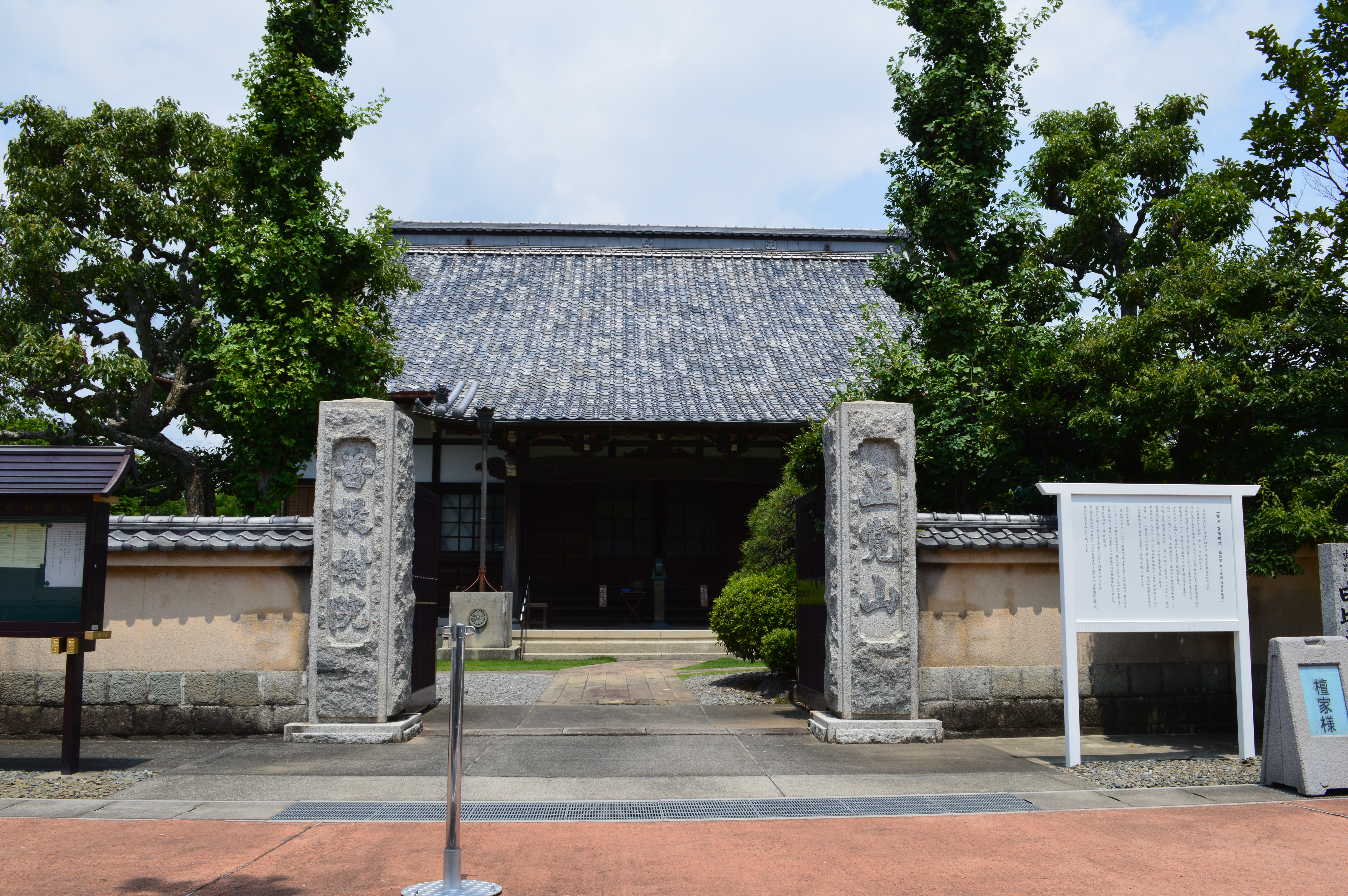
菩提樹院
伝駿河国分尼寺後継寺院。

国分尼寺についても、創建時の位置は明らかでない。太田道灌作といわれる『慕景集』の嘉吉元年（1441年）記事に「国府尼寺菩樹院」と見えることから、後継寺院は静岡市葵区沓谷の正覚山菩提樹院（北緯34度59分37.89秒 東経138度24分48.94秒 / 北緯34.9938583度 東経138.4135944度）であるといわれるが、根拠に乏しく確証はない。菩提樹院寺伝では、武田氏の駿河侵攻において兵火を受けたため、天正年間（1573年-1592年）頃に駿府城西方に再興されたという。その位置は常磐公園付近にあたるが、昭和15年（1940年）の大火で焼失したことにより、さらに現在地に移転した。この菩提樹院境内には、前述のように国分寺のものと伝える心礎が残っている。